# Al-ʿUrwa al-Wuthqā
al-ʿUrwa al-Wuthqā (arabisch العروة الوثقى, DMG al-ʿUrwa al-wuṯqā ‚stärkster Halt, festeste Handhabe, festes Band‘) ist ein Ausdruck aus dem Vokabular des Korans, der im 19. Jahrhundert namengebend für eine panislamisch ausgerichtete Zeitschrift war.

## Koranische Verwendung
Im Koran kommt der Begriff al-ʿUrwa al-Wuthqā an zwei Stellen vor:

„Wer nicht an die Götzen glaubt, sondern an Gott, der hat den stärksten Halt ergriffen, der nicht reißt.“

„Wer sich Gott ganz hingegeben hat und dabei Gutes tut, der hat das feste Band ergriffen. Zu Gott hin ist der Dinge Ausgang.“

Nach zwölfer-schiitischer Deutung bezieht sich der Ausdruck "der stärkste Halt, der nicht reißt" (al-ʿurwa al-wuṯqā lā infiṣāma la-hā) in Sure 2:256 auf das "Band des Imamats", das bis zum Tag der Auferstehung fortbesteht und eine permanente Verbindung zwischen spiritueller und materieller Welt darstellt.

## Zeitschrift
Im Jahr 1884 veröffentlichte Dschamal ad-Din al-Afghani gemeinsam mit Muhammad Abduh in Paris eine Zeitschrift unter dem Titel „al-ʿUrwa al-Wuthqā“. Ihre erste Ausgabe erschien am 13. März 1884 (15. Mai 1301 A.H.). Sie hatte zum Ziel, Afghanis reformistische Neuinterpretation des Islam und den Aufruf zum Widerstand gegen die britische Kolonialmacht in Ägypten zu verbreiten.  Al-Afghani und Abduh riefen die Muslime dazu auf, sich unter ihrer Religion gegen Fremdherrschaft zu vereinen und zurück zum ursprünglichen Islam der frommen Vorväter (as-salaf as-salih) zu finden. „al-ʿUrwa al-Wuthqā“ erschien sieben Monate lang, insgesamt gab es achtzehn Ausgaben. In Ägypten und Indien wurde die Zeitschrift von den britischen Kolonialbehörden sofort verboten.
Das Erscheinen von „al-ʿUrwa al-Wuthqā“ markiert den Beginn einer panislamischen Reformbewegung, deren Ziel es war, die Vereinbarkeit traditioneller und moderner, säkularer Institutionen nachzuweisen und letztlich alle Aspekte des modernen Lebens aus der Lehre des Islam heraus zu begreifen und zu rechtfertigen. 1887 endete die Zusammenarbeit al-Afghanis mit Muhammad Abduh, der später in Zusammenarbeit mit Raschīd Ridā die Reformidee des Islāh entwickelte. Beide gaben die Zeitschrift al-Manār heraus, die fast 40 Jahre lang erschien und in weiten Teilen der islamischen Welt gelesen wurde.
Die Reformbewegung der Salafiyya Ende des 19./Anfang des 20. Jahrhunderts war von den Ideen al-Afghanis und Abduhs beeinflusst. Auch die heterogene Gruppe der neofundamentalistischen modernen Salafisten dschihadistisch-militanter Prägung beruft sich auf ihre Reformideen.